# Fagolizosom
Fagolizosom – organellum komórkowe powstające na skutek zlania się fagosomu z lizosomem. W fagosomie znajdują się pochłonięte przez komórkę substancje, które są rozkładane za pomocą znajdujących się w lizosomie enzymów (głównie proteolitycznych). W obrębie fagozlizosomu panuje odczyn kwaśny, co jest niezbędnym warunkiem działania enzymów lizosomalnych.